# Пынзару, Анжела Васильевна
Анжела Васильевна Пынзару (род. 15 октября 1967, Сороки) — русская поэтесса и прозаик. Лауреат премии Фонда Астафьева 2011 года в номинации «Проза» за «воздушный стиль и трепетное отношение к персонажам сборника рассказов „Квадратура средней седины“». Автор книги стихов «Субботние птицы» (Красноярск: «Кларетианум», 2004).

## Биография
Анжела Пынзару родилась 15 октября 1967 года в Сороках. С 1993 года живёт в России, сначала в Москве, с 1995 в Красноярске. Училась на факультете филологии Молдавского государственного университета, на театроведческом факультете ЛГИТМиКа, в Литинституте. Участник X Международного Фестиваля поэзии на Байкале 2010. В настоящее время живёт в Красноярске.

## Семья
Супруг — русский поэт Антон Нечаев (развод).

## Творчество
Стихи и проза Анжелы Пынзару публиковались в журналах «Сибирские огни», «День и ночь», «Байкал», «Дети Ра», «Флорида», «Воздух».

## Литературные награды и премии
- Лауреат премии Фонда Астафьева 2011 в номинации «Проза»
- Лонг-лист премии «Ясная Поляна» 2007 за рассказ «Жарок»[3]